# School Mathematics Study Group
School Mathematics Study Group (SMSG) (în română, Grupul de studiu pentru matematica școlară) a fost un think tank academic american, axat pe subiectul reformei în educația matematică. Condus de Edward G. Begle și finanțat de National Science Foundation, grupul a fost creat ca urmare a crizei Sputnik din 1958 și a fost însărcinat să creeze și să implementeze programe de matematică pentru învățământul primar și secundar, lucru pe care l-a făcut până la încheierea sa în 1977. Eforturile SMSG au dus la o reformă în educația matematică cunoscută sub numele de New Math, care a fost promulgată într-o serie de rapoarte, culminând cu o serie publicată de Random House numită New Mathematical Library (Vol. 1 este Numbers: Rational and Irrational de Ivan Niven). În primii ani, SMSG a produs, de asemenea, un set de manuale scrise la mașină pentru elevii din învățământul primar, gimnazial și liceal. 
Poate cea mai autoritară colecție de materiale de la School Mathematics Study Group este acum găzduită în Arhivele de Matematică Americană din Centrul pentru istorie americană din  Universitatea din Texas la Austin. 